# Német nyelv Namíbiában

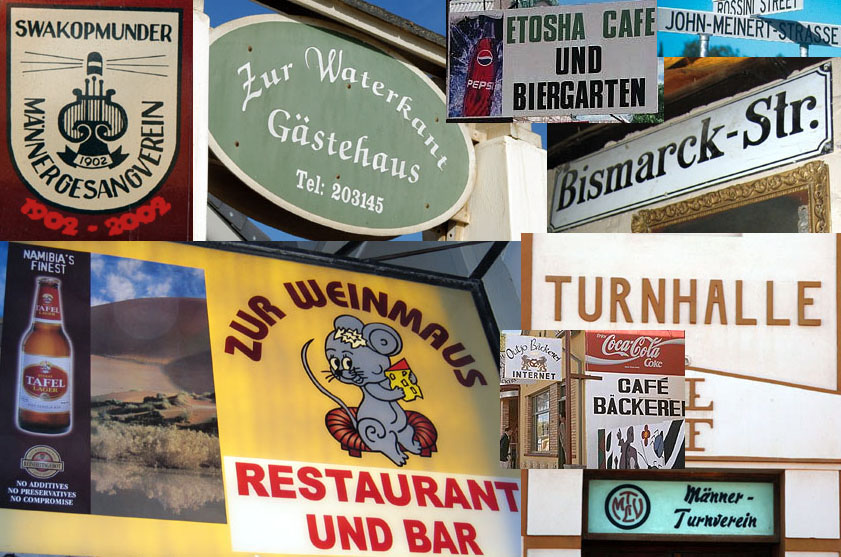
német nyelvű jelzések, utca táblák és hírdetések Afrikai országokban

A német nyelv Namíbiában (korábban Südwesterdeutsch néven is ismert, ma a tudósok a Namdeutsch kitalált szóval is emlegetik, a namíbiai fiatalok körében Namlish vagy Namsläng néven is ismert), Nyelvi szempontból egy Nyelvváltozatot, egy nyelvszigetet és egy negyedközpontot képvisel a német nyelvben Ez utóbbi egy nyelvi osztályozás a német nyelvi központokon belül. Az 1915-ig létező és ma Namíbiában élő német délnyugat-afrikai kolónia lakóinak leszármazottai az egyetlen megmaradt német nyelvű közösség, amely jelentős számú anyanyelvű az egykori német gyarmatokon.
Jelenleg az elosztási terület különösen Namíbia középső vidéki területeire, valamint Windhoek és Swakopmund városaira terjed ki. Az úgynevezett konyhai német ( angolul: German )  mintegy 75% Namíbiai használja első vagy második nyelvi kapcsolattartó változataként. A fiatalabb namíbiaiak nagyobb valószínűséggel használnak németet az ország etnikai csoportjai közötti kommunikációhoz. A németet mint második nyelvet több százezer lakos beszéli.
A német, amelyet a többnyelvű Namíbiában beszélnek, ahol tizenegy őshonos nyelven beszélnek, és az afrikaans, a hereró, az ovambó mellett az ország egyik élő nyelve. nyelvek. Stefan Engelberg , a Német Nyelvi Intézet munkatársa szerint jelenleg nem a közvetítőnyelv. Az ország egyes részein a német nyelv, többnyire az afrikaans, az oshivambo és mindenesetre az angol mellett, szintén hivatalos státuszt élvez helyi szinten. 
A német Délnyugat-Afrika egykori gyarmatán 1919-ig a német volt az egyetlen hivatalos nyelv. 1984 és 1990 között a helyi fehér német ajkú lakosok többszöri erőfeszítései következtében a német „félhivatalos” hivatalos nyelv státuszt kapott délnyugat-afrikai településeiken.
Kommunikációs eszközként a német nyelv az afrikaanshoz való hasonlóságából is profitál, és előkelő helyet foglal el az üzleti életben és a turizmusban. Sok namíbiai táj, város és település, valamint az utca- és objektumnév német nevet visel.
Egyes németül beszélő lakosok veszélyben látják a német anyanyelv jövőjét Namíbiában. Egy 2010-es rendezvényen a „Namíbiai Német Iskolaszövetségek Munka és Támogató Egyesülete” (AGDS) elnöke nyilatkozott, és többek között idézte: a. a nyelvész Ulrich Ammon . Az ottani kijelentések azonban nem maradtak vitathatatlanok. Ezt a nyelvet 2013/14-ben vizsgálták a Potsdami Egyetem és a Namíbiai Egyetem közös kutatási projektje során. A német változat szótár a 2. számától sorolja fel Auflage 2016 „Namibismen“, d. h. spezifisch namibische Eigenheiten des Standarddeutsc-hen.
Jelenleg növekszik a német nyelvet tanulók száma. 2014 márciusában Namíbiában 44% diák tanult németül idegen nyelvként, és 45% namíbiai tanultak németet anyanyelvként.
2021 áprilisában többek között a nyelv népszerűsítésére megalakult a német nyelvű namíbiai fórum.